# Mike Terranova
Mike Sergio Terranova (* 17. November 1976 in Bochum-Wattenscheid) ist ein ehemaliger italienischer Fußballspieler und Fußballtrainer.

## Karriere
Terranova spielte im Laufe seiner Karriere bei der SG Wattenscheid 09, dem FC Gütersloh 2000, Eintracht Nordhorn, Wuppertaler SV und Rot-Weiß Oberhausen meist in den höchsten Amateurspielklassen. In der Saison 1998/99 absolvierte er unter Trainer Franz-Josef Tenhagen, der ihn aus der Reservemannschaft in den Profikader hochgezogen hatte, 14 Zweitligapartien für die SG Wattenscheid und stieg am Saisonende mit dem Klub ab.
In der Saison 2006/07 erzielte Terranova für Rot-Weiß Oberhausen 22 Saisontreffer in der Fußball-Oberliga Nordrhein und hatte damit Anteil am Aufstieg in die Regionalliga Nord. Seine 17 Treffer in der Regionalliga Nord trugen zum Durchmarsch von der Oberliga in die 2. Bundesliga bei. In der Regionalligasaison 2007/08 vertrat er den verletzten Mannschaftskapitän Benjamin Reichert. Von 2008 bis 2011 spielte Terranova mit Rot-Weiß Oberhausen in der 2. Bundesliga und erzielte dabei 14 Tore in 88 Spielen. Nach dem Abstieg 2011 in die 3. Fußball-Liga musste er mit RWO 2012 einen weiteren Abstieg in die Regionalliga West hinnehmen. Dort kam er in der Saison 2012/13 mit 37 Jahren noch einmal auf acht Tore in 34 Einsätzen.
Nach sieben Jahren bei RWO beendete Terranova im Sommer 2013 seine aktive Karriere und wechselte in den Trainerstab des Regionalligisten. Am 15. August 2016 übernahm er als Interimstrainer die erste Mannschaft von Andreas Zimmermann und wurde nach vier Spielen Cheftrainer. Zum Ende der Saison 2019/20 übernahm er die Leitung des Nachwuchsleistungszentrums von Rot-Weiß Oberhausen. Sein Nachfolger als Cheftrainer wurde der bisherige U19-Trainer von RWO, Dimitrios Pappas. Als dieser Anfang Oktober 2020 entlassen wurde, übernahm Terranova wieder die erste Mannschaft als Cheftrainer.
Zum Ende der Saison 2022/23 verließ Terranova die Position des Cheftrainers und übernahm eine Aufgabe im Bereich der Nachwuchsarbeit. Schon kurz nach der Winterpause der folgenden Saison wurde der aktuelle Trainer Jörn Nowak beurlaubt und Terranova übernahm ein weiteres Mal die Position als Interimstrainer. Zum Saisonende gab Terranova den Posten auf und ist seitdem sportlicher Leiter des Nachwuchszentrums von Rot-Weiß Oberhausen.